# 田中康二
田中 康二（たなか こうじ、1965年3月7日 - ）は、日本の文学・思想史研究者。おもな研究テーマは、本居宣長を軸とした国学、近世日本文学。学位は博士（文学）（神戸大学・論文博士・1999年）。神戸大学大学院人文学研究科教授を経て、皇學館大学文学部教授。

## 略歴
大阪府大阪市生まれ。1988年に神戸大学文学部を卒業。1994年に同大学院文化学研究科博士課程単位取得退学。
富士フェニックス短期大学専任講師、助教授。1999年に『村田春海研究序説』で神戸大学より博士（文学）の学位を取得。2001年に神戸大学文学部助教授。2007年に神戸大学大学院人文学研究科准教授。2013年に教授。2018年に皇學館大学文学部教授。

### 受賞歴
- 2001年：第27回日本古典文学会賞（『村田春海の研究』）[2][3]

## 著書
- 『村田春海の研究』汲古書院、2000年。ISBN 4762934321
- 『本居宣長の思考法』ぺりかん社、2005年。ISBN 4831511277
- 『本居宣長の大東亜戦争』ぺりかん社、2009年。ISBN 9784831512420
- 『江戸派の研究』汲古書院、2010年。ISBN 9784762935732
- 『国学史再考：のぞきからくり本居宣長』新典社〈新典社選書〉、2012年。ISBN 9784787967978
- 『本居宣長：文学と思想の巨人』中央公論新社〈中公新書〉、2014年。ISBN 9784121022769
- 『本居宣長の国文学』ぺりかん社、2015年。ISBN 9784831514257
- 『真淵と宣長：「松坂の一夜」の史実と真実』中央公論新社〈中公叢書〉、2017年。ISBN 9784120049484
- 『国学の敗戦』ぺりかん社、2025年。ISBN 9784831517029

### 共編
- 上田秋成『雨月物語』木越俊介・天野聡一共編、三弥井書店〈三弥井古典文庫〉2009年。ISBN 9784838270705
- 村田春海『和歌文学大系72：琴後集』明治書院、2009年。ISBN 9784625414015
- 『江戸の文学史と思想史』井上泰至共編、ぺりかん社、2011年。ISBN 9784831513007
- 『江戸文学を選び直す：現代語訳付き名文案内』井上泰至共編、笠間書院、2014年。ISBN 9784305707352
- 『江戸の学問と文藝世界』鈴木健一・杉田昌彦・西田正宏・山下久夫共編、森話社、2018年。ISBN 9784864051262